# Loi z de Fisher

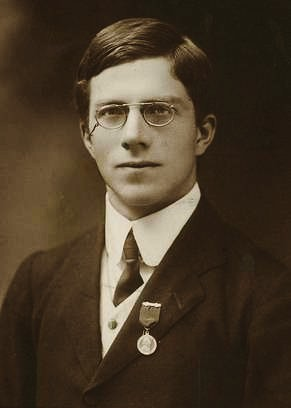
Ronald Fisher

En théorie des probabilités et en statistique, la loi z de Fisher est construite à partir de la loi de Fisher en prenant la moitié de son logarithme :
{\displaystyle Z={\frac {1}{2}}\log X} où X suit une loi de Fisher.
Elle est initialement apparue dans un article de Ronald Fisher lors du congrès international des mathématiciens de 1924 à Toronto, et intitulé On a distribution yielding the error functions of several well-known statistics que l'on peut traduire par : Sur une loi modélisant les fonctions d'erreur de plusieurs statistiques bien connues.

## Définition
La densité de probabilité et la fonction de répartition peuvent être obtenues grâce à celles de la loi de Fisher par l'application {\displaystyle x\mapsto {\rm {e}}^{2x}}. Cependant la moyenne et la variance ne sont pas les images de cette application. La densité est donnée par, :
{\displaystyle f(x;d_{1},d_{2})={\frac {2d_{1}^{d_{1}/2}d_{2}^{d_{2}/2}}{\mathrm {B} (d_{1}/2,d_{2}/2)}}{\frac {{\rm {e}}^{d_{1}x}}{\left(d_{1}{\rm {e}}^{2x}+d_{2}\right)^{(d_{1}+d_{2})/2}}},}
où B est la fonction bêta.

## Lien avec d'autres lois
- Si {\displaystyle X\sim \operatorname {FisherZ} (n,m)} alors {\displaystyle e^{2X}\sim \operatorname {F} (n,m)\,} (loi de Fisher)
- Si {\displaystyle X\sim \operatorname {F} (n,m)} alors {\displaystyle {\tfrac {\log {X}}{2}}\sim \operatorname {FisherZ} (n,m)}
- Lorsque le nombre de degré de liberté est grand ({\displaystyle n_{1},n_{2}\rightarrow \infty }), la loi approche la loi normale de moyenne[2] {\displaystyle {\bar {X}}=(1/d_{2}-1/d_{1})/2} et de variance {\displaystyle \sigma _{X}^{2}=(1/d_{1}+1/d_{2})/2.}